# Sörla þáttr

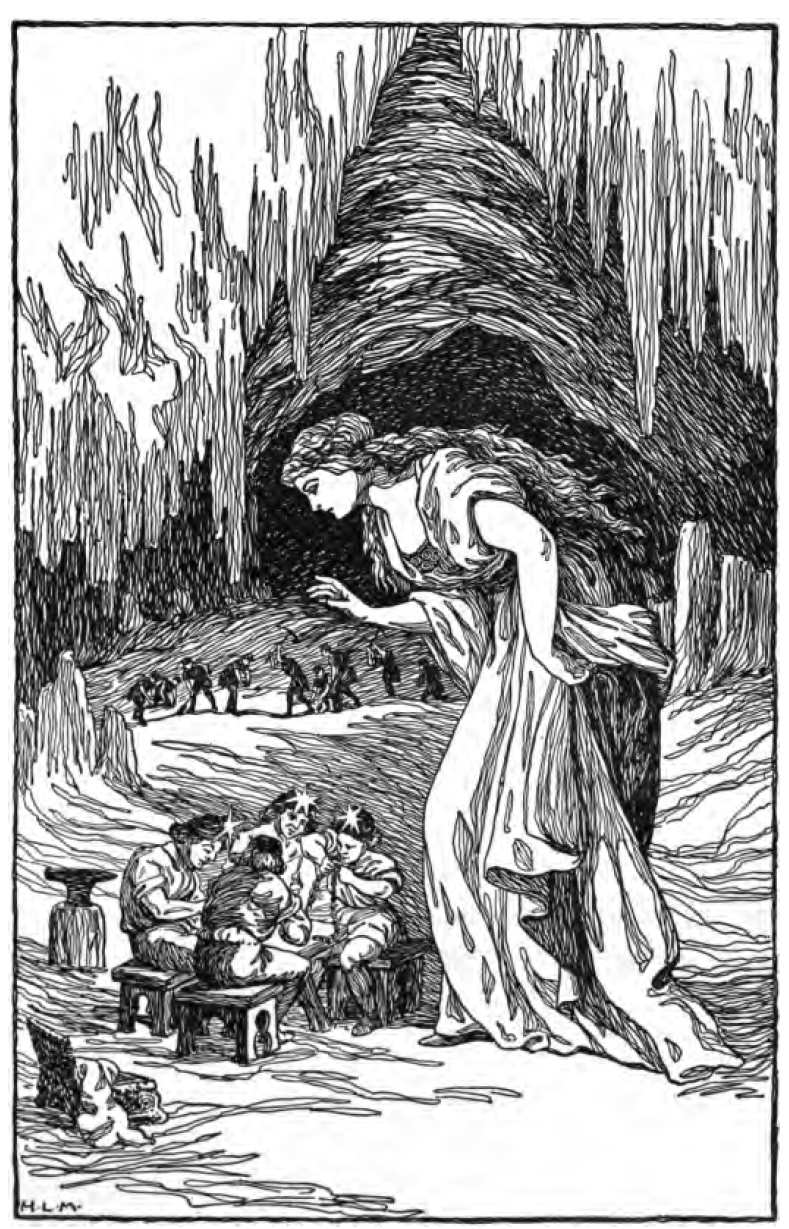
Freyja en la cueva de los enanos.

Sörla þáttr es una historia corta (o þáttr) escrita en nórdico antiguo y pertenece al grupo de sagas legendarias que procede de una versión extendida de Óláfs saga Tryggvasonar y que aparecen en Flateyjarbók. Es una compilación de dos sacerdotes cristianos, Jón Þórðarson y Magnus Thorhallsson a finales del siglo XIV. 
La narrativa se inicia 24 años después de la muerte de Fróði, y tiene lugar entre los siglos IX y X, y contiene la historia de la diosa Freyja y como obtuvo su collar Brisingamen de los enanos que condujo a una guerra sangrienta hasta que el rey Olaf Tryggvason trajo la paz a su tierra.
La historia presenta paralelismos con obras precedentes como Heimskringla, Lokasenna, partes del poema Húsdrápa y la batalla eterna Hjaðningavíg presentes en varias fuentes nórdicas. Con la llegada del Cristianismo, al final de la historia, desaparece la maldición de guerra constante que tradicionalmente debería durar hasta el Ragnarök. Sörla þáttr se ha considerado como una obra «post-clásica».
Joseph Harris la encuadra dentro de los relatos de «contacto pagano», escritas en el periodo de la conversión hacia la cristianización de Islandia.